# 伊澤特·哈伊羅維奇
伊澤特·哈伊羅維奇（發音：[ǐzet xâːjroʋitɕ]；1991年8月4日—）是一位出生于瑞士的波黑足球運動員，現在效力於希臘足球超級聯賽球隊阿瑞斯，在球場上司職邊鋒。他也代表波士尼亞與赫塞哥維納參加足球賽事。

## 職業生涯
哈伊羅維奇出身於瑞超球隊蘇黎世草蜢青訓營。2009–10賽季，他首次進入一線隊。
2014年1月7日，哈伊罗维奇加盟土耳其超級聯賽球隊加拉塔薩雷。同年2月2日，他於主場6–0大勝布爾薩體育的比賽中，首次代表加拉塔薩雷出賽。3天後，他在土耳其盃對戰托卡特體育的比賽中，打入加盟後的第一個進球。
2014年夏天，由於加拉塔薩雷拖欠工資，哈伊羅維奇因此上告國際足聯。最後，他獲准自由轉會到其他俱樂部。2014年7月4日，德國甲級聯賽球隊雲達不萊梅宣布與哈伊羅維奇簽下四年合約。
2015年8月31日，哈伊羅維奇被租借至西班牙甲級聯賽球隊埃瓦爾，為期一個賽季。

## 國家隊生涯
哈伊羅維奇曾入選瑞士青年國家隊，但他最後仍選擇代表波赫参加成人國家隊赛事。2012年11月14日，他於對戰突尼西亞的友誼賽中，首次代表波赫國家隊參加比賽。
2013年8月13日，時任波赫國家隊主教練苏西奇將哈伊羅維奇召入對戰斯洛伐克的2014年世界盃外圍賽大名單中。同年9月10日，他在對戰斯洛伐克的比賽中打入他代表波赫隊的第一個進球。
哈伊羅維奇還代表波赫國家隊參加了2014年世界盃足球賽。

### 國家隊進球
波黑队的比分及结果列前。
| 入球 | 日期           | 场地                            | 对手     | 比分 | 结果 | 赛事               |
| ---- | -------------- | ------------------------------- | -------- | ---- | ---- | ------------------ |
| 1.   | 2013年9月10日  | 斯洛伐克日利納，杜貝尼山下球場  | 斯洛伐克 | 2–1  | 2–1  | 2014年世界盃外圍賽 |
| 2.   | 2014年6月3日   | 美國芝加哥，軍人球場            | 墨西哥   | 1–0  | 1–0  | 友誼賽             |
| 3.   | 2015年10月11日 | 奧地利維也納，恩斯特·哈佩爾球場 | 奥地利   | 1–1  | 1–1  | 友誼賽             |

## 个人生活
哈伊羅維奇的胞弟，西德·哈伊罗维奇也是一名職業足球員，現在效力於瑞士挑戰聯賽球隊沃倫。

## 榮譽
草蜢
- 瑞士盃冠軍：2012–13

## 外部連結
- Profile at ESPN （页面存档备份，存于）（英文）
- transfermarkt.de：尼澤蒂·哈伊羅維奇 （页面存档备份，存于）之統計數據（德文）